# Romfartuna kyrkby
Romfartuna kyrkby är en kyrkby i Romfartuna socken i Västerås kommun i Västmanland. SCB har här avgränsat en småort 2020.
Byn består av enfamiljshus samt bondgårdar och är belägen runt Romfartuna kyrka, cirka 13 kilometer norr om Västerås centrum. Byn har en grundskola för klasserna F–3. 
Riksväg 56 passerar strax öster om byn, som genomkorsas av länsväg U 672.

## Namnet
Namnet (1325 Rumfaratunum) kommer troligen från prästgården. Efterleden är tuna, "inhägnad". Förleden innehåller sannolikt inbyggarbeteckningen rumfarar, "slättbor". Namnet kan även uttydas som "Romfararens gård".
Andra säger att namnet kommer från mannen som byggde kyrkan. Han for till Rom för att få pengar till bygget. Därför heter Romfartuna så efter Romfararen i tuna. När han kommit hem blev han anklagad av en annan man för att ha stulit kyrksilver. Romfararen blev avrättad och huvudet rullade ned för kyrkbacken och där det stannade uppstod en källa.

## Historia
Det var i Romfartuna som Gustav Vasa mönstrade sina trupper inför anfallet på Västerås under svenska befrielsekriget 1521.